# Alta (Iowa)
Pour les articles homonymes, voir Alta.
Alta est une ville du comté de Buena Vista, en Iowa, aux États-Unis. La ville est fondée en 1872 et incorporée le 11 novembre 1878.

## Source de la traduction
- (en) Cet article est partiellement ou en totalité issu de l’article de Wikipédia en anglais intitulé « Albert City, Iowa » (voir la liste des auteurs).